# Leiria (freguesia)
A Freguesia de Leiria é uma freguesia portuguesa extinta do Município de Leiria, a qual tinha 6,47 km² de área e 14 909 habitantes (2011), e, por isso, uma densidade populacional de 2 304,3 hab./km².
A Freguesia de Leiria foi extinta em 2013, no âmbito de uma reforma administrativa nacional, para, em conjunto com as Freguesias de Pousos, Barreira e Cortes formar uma nova freguesia denominada União das Freguesias de Leiria, Pousos, Barreira e Cortes da qual é a sede.
Era limitada a norte por Marrazes, a leste com Pousos, a sul com Cortes e Barreira, e a leste com Barosa e Amor.

## População
| População da freguesia de Leiria | População da freguesia de Leiria | População da freguesia de Leiria | População da freguesia de Leiria | População da freguesia de Leiria | População da freguesia de Leiria | População da freguesia de Leiria | População da freguesia de Leiria | População da freguesia de Leiria | População da freguesia de Leiria | População da freguesia de Leiria | População da freguesia de Leiria | População da freguesia de Leiria | População da freguesia de Leiria | População da freguesia de Leiria |
| -------------------------------- | -------------------------------- | -------------------------------- | -------------------------------- | -------------------------------- | -------------------------------- | -------------------------------- | -------------------------------- | -------------------------------- | -------------------------------- | -------------------------------- | -------------------------------- | -------------------------------- | -------------------------------- | -------------------------------- |
| 1864                             | 1878                             | 1890                             | 1900                             | 1911                             | 1920                             | 1930                             | 1940                             | 1950                             | 1960                             | 1970                             | 1981                             | 1991                             | 2001                             | 2011                             |
| 2 913                            | 3 531                            | 4 472                            | 4 346                            | 4 650                            | 4 907                            | 5 852                            | 6 781                            | 8 185                            | 7 477                            | 7 982                            | 11 502                           | 12 852                           | 13 946                           | 14 909                           |

## História
A cidade de Leiria foi fundada por D. Afonso Henriques no ano de 1145. Foi a partir da freguesia da Matriz de Nossa Sª da Pena, situada dentro das muralhas do
Castelo, que surgiram grande parte das freguesias do concelho de Leiria e os concelhos da Batalha e Marinha Grande. Embora a cidade tenha sido residência de reis, é sua escolha como cátedra de bispado que a eleva oficialmente a categoria de cidade, sendo a diocese criada a pedido do rei D. João III, ao Papa Paulo III, que lha concedeu através da bula "Pro excellenti", expedida a 22 de Maio de 1545.
Segundo os registos paroquiais anteriores às invasões francesas, em Outubro de 1810, a população desta freguesia era de 2 715. Em 1732 a freguesia teria cerca de 3 529 habitantes, vindo a aumentar, registando em 1981 11 502 habitantes em 1981 e 2001 já continha 13 946 habitantes.

## Património
- Igreja de São Pedro (Leiria)[5]
- Castelo de Leiria[6]
- Sé de Leiria
- Edifício do Mercado Santana (Leiria)[7]
- Capela de Nossa Senhora da Encarnação (Leiria)[8]
- Igreja e convento de Santo Agostinho (Leiria) e antigo Seminário[9]
- Convento de Santo António dos Capuchos (Leiria)
- Igreja e Convento de São Francisco (Leiria)
- Edifício Escola do antigo Colégio do Dr. Correia Mateus

## Personalidades ilustres
- Barão de Leiria, Visconde de Leiria e Conde de Leiria
- António José Saraiva
- José Hermano Saraiva